# Латтроп
Латтроп (нід. Lattrop) — село в нідерландській провінції Оверейсел, на кордоні з Німеччиною. Входить до муніципалітету Дінкелланд.
Його площа становить 10,90 км².
Перша згадка про населений пункт датується 1272 роком.

## Галерея

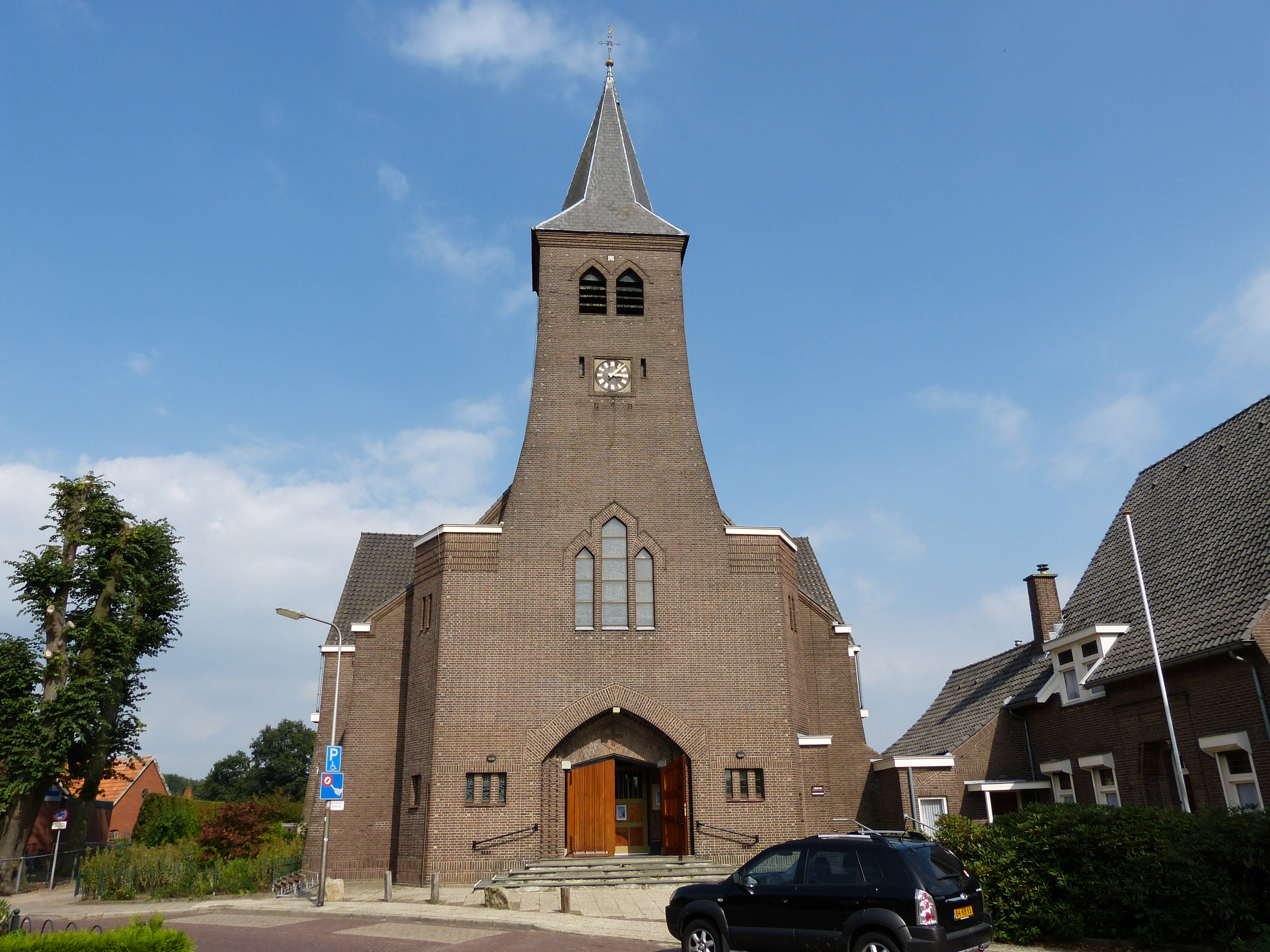
Церква у Латтропі
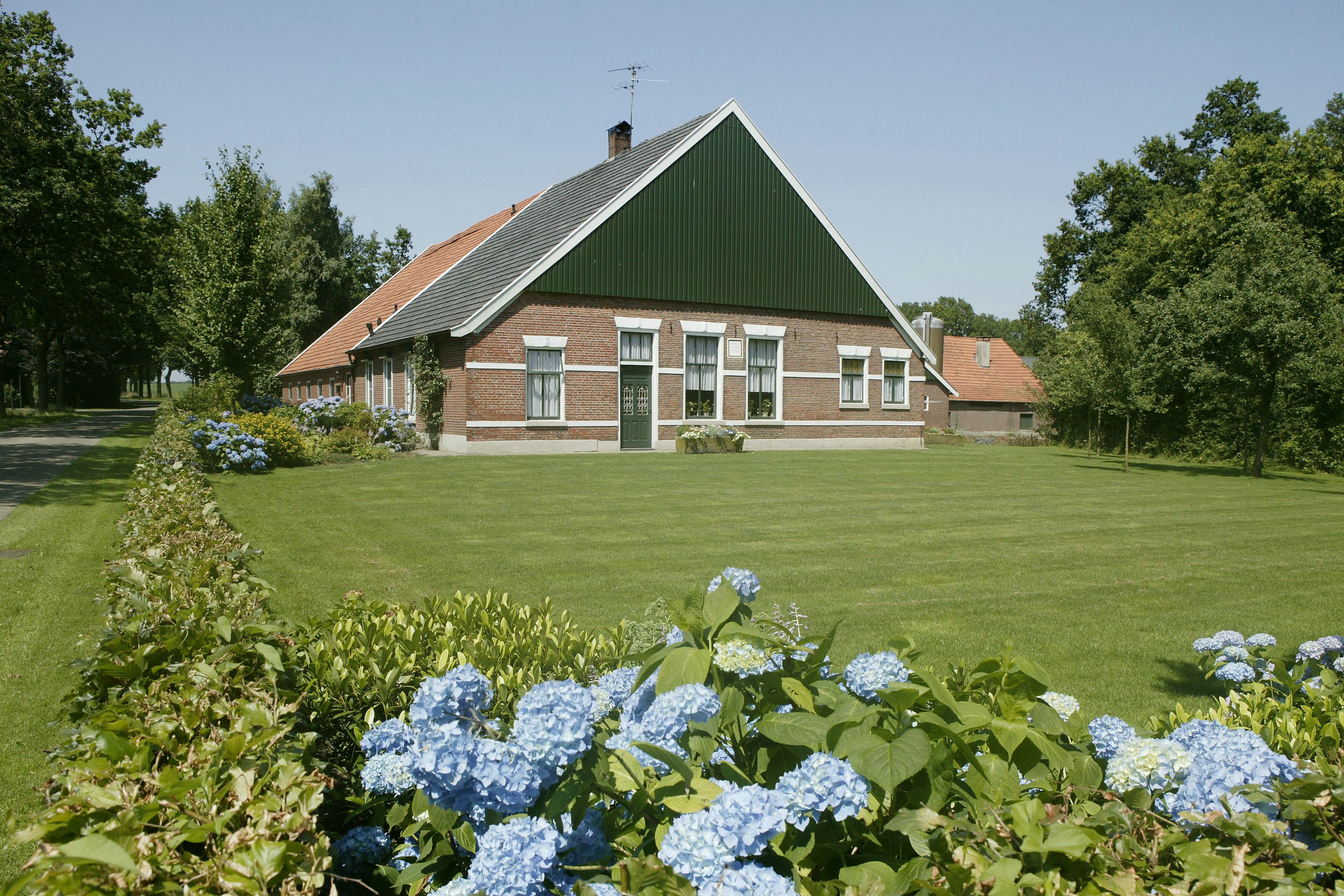
Ферма у селі
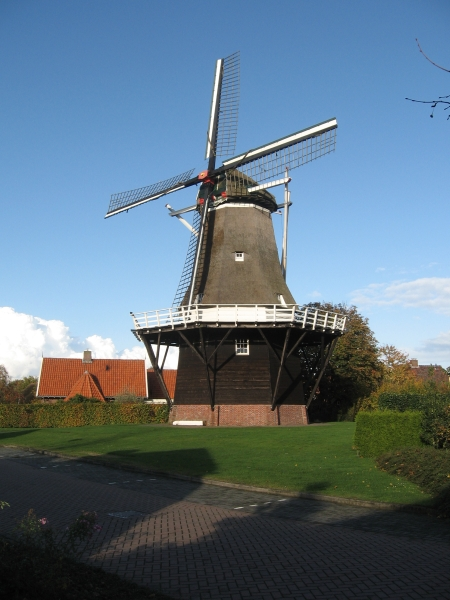
Вітряк Ortmanmolen
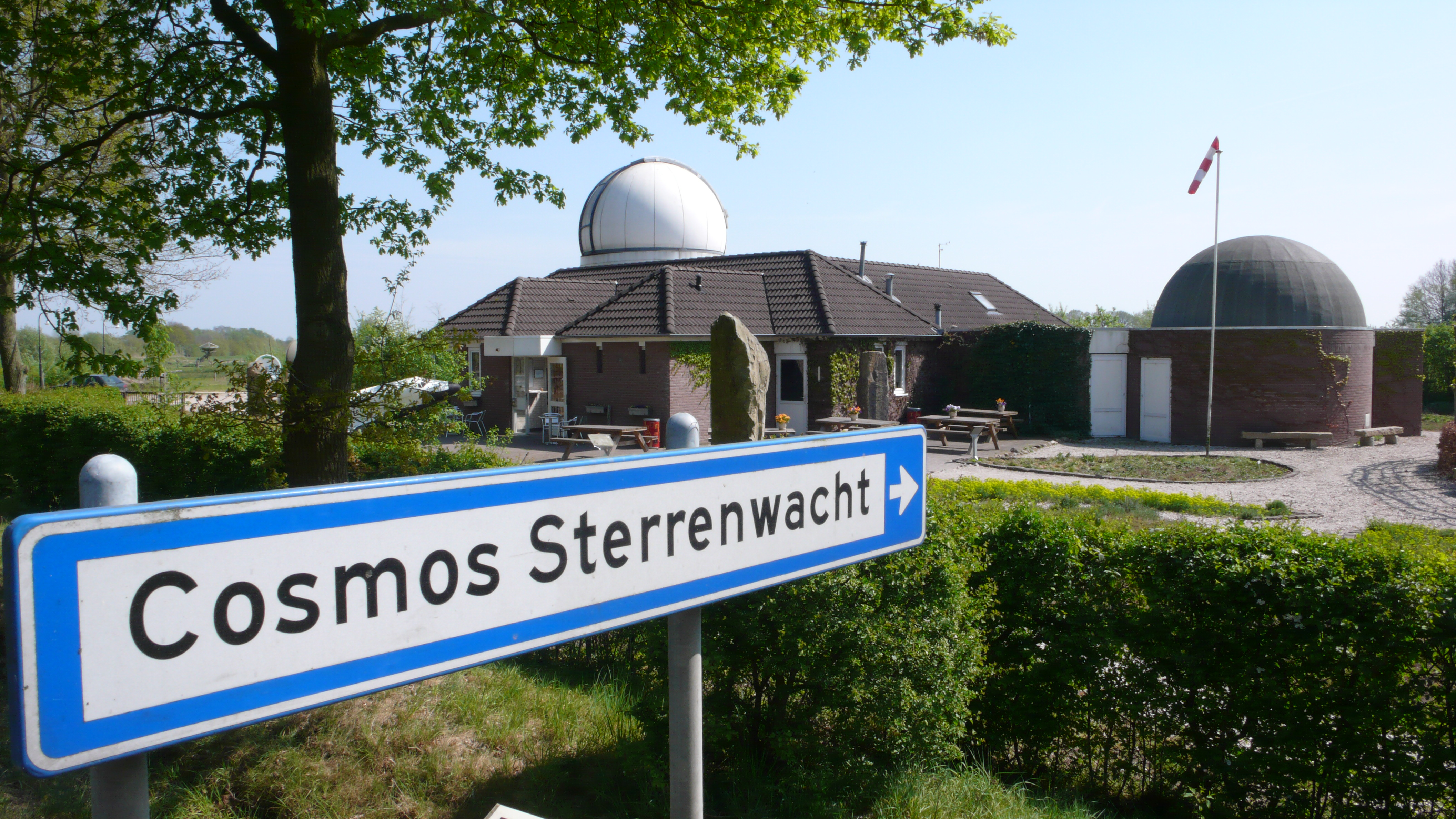
Обсерваторія